# Châtelus-Malvaleix
Châtelus-Malvaleix település Franciaországban, Creuse megyében. Lakosainak száma 545 fő (2022. január 1.). Châtelus-Malvaleix Genouillac, Jalesches, Ladapeyre, Roches és Saint-Dizier-les-Domaines községekkel határos.

## Népesség
A település népességének változása:
| Lakosok száma | 710  | 585  | 558  | 574  | 589  | 581  | 557  | 551  | 546  | 545  |
|               | 1968 | 1982 | 1990 | 2006 | 2013 | 2015 | 2017 | 2019 | 2020 | 2022 |